# Rada Ješa'
Rada Ješa' (hebrejsky מועצת יש״ע‎, mo'ecet Ješa') je střešní organizace městských rad izraelských osad v Judsku, Samaří a Gaze (hebrejsky עזה‎, Aza) což tvoří hebrejský akronym Ješa' (a tvoří také kořen slova „spása“ – ješu'a).
Radu tvoří 25 demokraticky zvolených představitelů měst a deset vedoucích komunit, kteří zastupují obyvatelstvo čítající okolo 225 tisíc lidí. Rada spolupracuje s vládou při udržování cest a zásobování vodou a elektřinou. Vedle těchto municipálních a bezpečnostních záležitostí je rada politickou rukou židovských osadníků Judska a Samaří (Západní břeh Jordánu), která lobbuje v Knesetu a u vlády.